# アトランティック郡 (ニュージャージー州)
アトランティック郡（英: Atlantic County）は、アメリカ合衆国ニュージャージー州の南部に位置する郡。ジャージー海岸に面している。人口は27万4534人（2020年）。郡庁所在地は国勢調査指定地域のメイズランディング（人口2,135人）であり、同郡で人口最大の自治体はエッグハーバー・タウンシップ（人口4万3323人）である。
アトランティック郡はアトランティックシティ・ハモントン大都市圏に属している。またデラウェア・バレー広域都市圏にも入っている。

## 歴史
現在のアトランティック郡の全体は、当初のグロスター郡東半分であり、エッグハーバー・タウンシップと呼ばれていた。1693年には公式の地区として指定され、北はリトルエッグハーバー川（現在のマリカ川）、南はグレートエッグハーバー川とタッカホー川の南支流が境界となっていた。東は大西洋に面しているが、南ジャージー内陸部にある西の境界が定められたのは1761年になってからだった。

## 地理
アメリカ合衆国国勢調査局に拠れば、郡域全面積は671.83平方マイル (1,740.0 km2)であり、このうち陸地555.70平方マイル (1,439.3 km2)、水域は116.12平方マイル (300.7 km2)で水域率は17.28%である。アトランティック郡は州南東部の大西洋岸平原にある。
地形的には標高が低く平坦である。郡内最高地点はハモントンのすぐ東、ニュージャージー・トランジットの旅客鉄道線に隣接した2つの場所であり、海抜約150フィート (50 m) である。最低地点は海面である。

### 気候と気象
近年、郡庁所在地であるメイズランディング市の平均気温は1月の24°F (-4 ℃) から7月の86°F (30 ℃) まで変化している。過去最低気温は1979年2月に記録された-11°F (-24 ℃) であり、過去最高気温は1966年6月に記録された106°F (41 ℃) である。月間降水量は2月の2.99インチ (76 mm) から3月の4.21インチ (107 mm) まで変化している。

### 隣接する郡

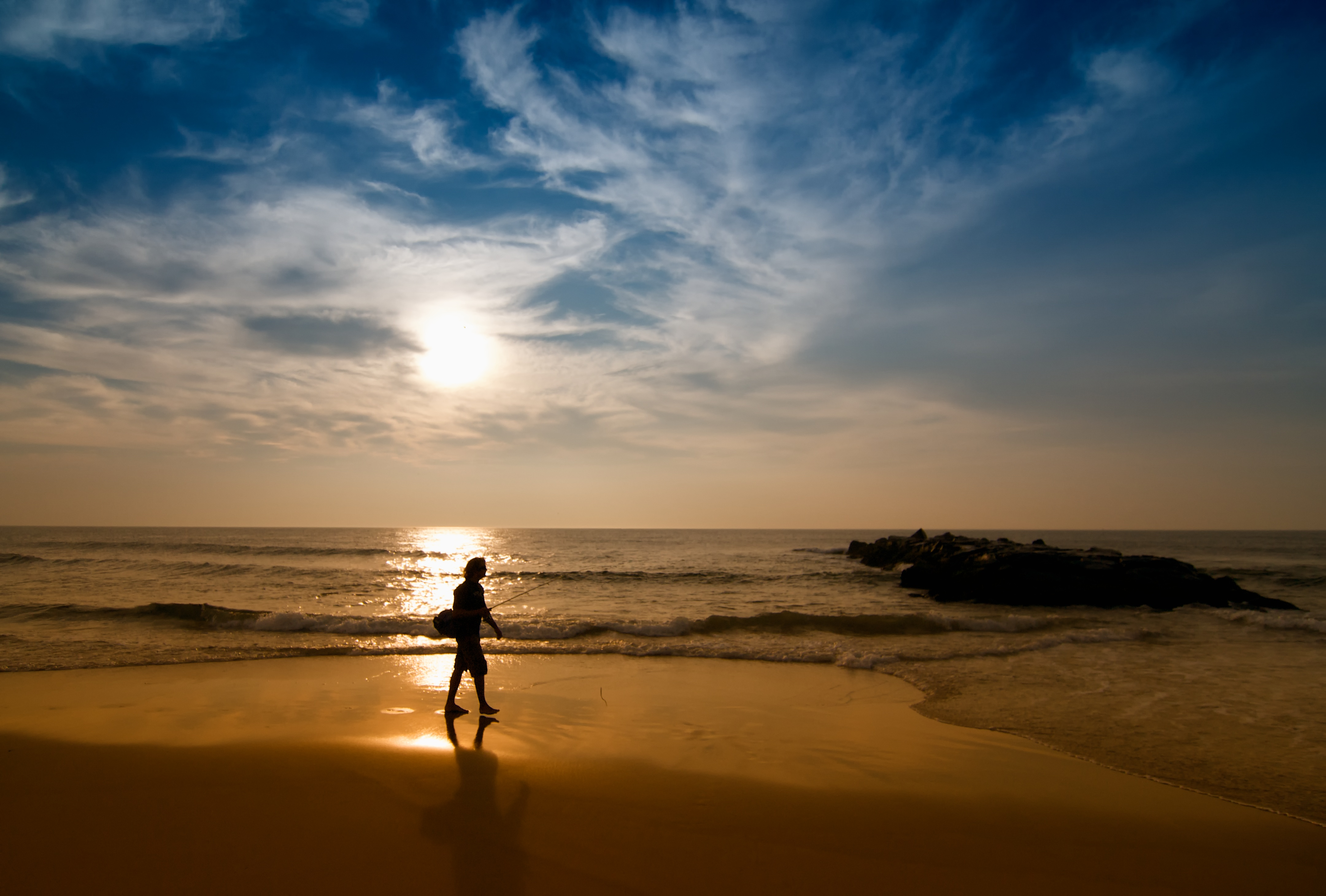
スプリングレイクの朝日

- バーリントン郡 - 北
- カムデン郡 - 北西
- ケープメイ郡 - 南
- カンバーランド郡 - 南西
- グロスター郡 - 北西
- オーシャン郡- 北東

### 国立保護地域
- エドウィン・B・フォーサイス国立野生生物保護区（部分）
- グレートエッグハーバー景観・レクリエーション河川（部分）

## 人口動態
以下は2010年国勢調査による人口統計データである。（　）内に2000年のデータを示す。
| 基礎データ - 人口: 274,549人 (252,552人) - 世帯数: 102,549 世帯 (95,024 世帯) - 家族数: 68,702 家族 (63,190 家族) - 人口密度: 190.8人/km2（494.1人/mi2）(174, 450) - 住居数: 126,647軒 (114,090軒) - 住居密度: 88軒/km2（228軒/mi2）(79, 203) 人種別人口構成 - 白人: 65.40% (68.36%) - アフリカン・アメリカン: 16.08% (17.63%) - ネイティブ・アメリカン: 0.38% (0.26%) - アジア人: 7.50% (5.06%) - 太平洋諸島系: 0.03% (0.05%) - その他の人種: 7.36% (6.06%) - 混血: 3.24% (2.58%) - ヒスパニック・ラテン系: 16.84% (12.17%) 先祖による構成（2000年データ） - アイルランド系：13.0% - イタリア系：18.6% - ドイツ系：9.5% - イギリス系：5.2% 年齢別人口構成 - 18歳未満:23.3% (25.3%) - 18-24歳: 9.3% (8.1%) - 25-44歳: 24.6% (30.6%) - 45-64歳: 28.7% (22.4%) - 65歳以上: 14.2% (13.6%) - 年齢の中央値: 40歳 (37歳) - 性比（女性100人あたり男性の人口） - 総人口: 94.2 (93.6) - 18歳以上: 91.0 (90.2) | 世帯と家族（対世帯数） - 18歳未満の子供がいる: 29.8% (31.7%) - 結婚・同居している夫婦: 45.6% (46.5%) - 未婚・離婚・死別女性が世帯主: 15.5% (14.8%) - 非家族世帯: 33.2% (33.5%) - 単身世帯: 26.9% (27.0%) - 65歳以上の老人1人暮らし: 10.8% (10.7%) - 平均構成人数 - 世帯: 2.61人 (2.59人) - 家族: 3.17人 (3.16人) 収入と家計（2000年データ） - 収入の中央値 - 世帯: 43,933米ドル - 家族: 51,710米ドル - 性別 - 男性: 36,397米ドル - 女性: 28,059米ドル - 人口1人あたり収入: 21,034米ドル - 貧困線以下 - 対人口: 10.5% - 対家族数: 7.6% - 18歳未満: 12.8% - 65歳以上: 10.5% |

## 郡政府と政治

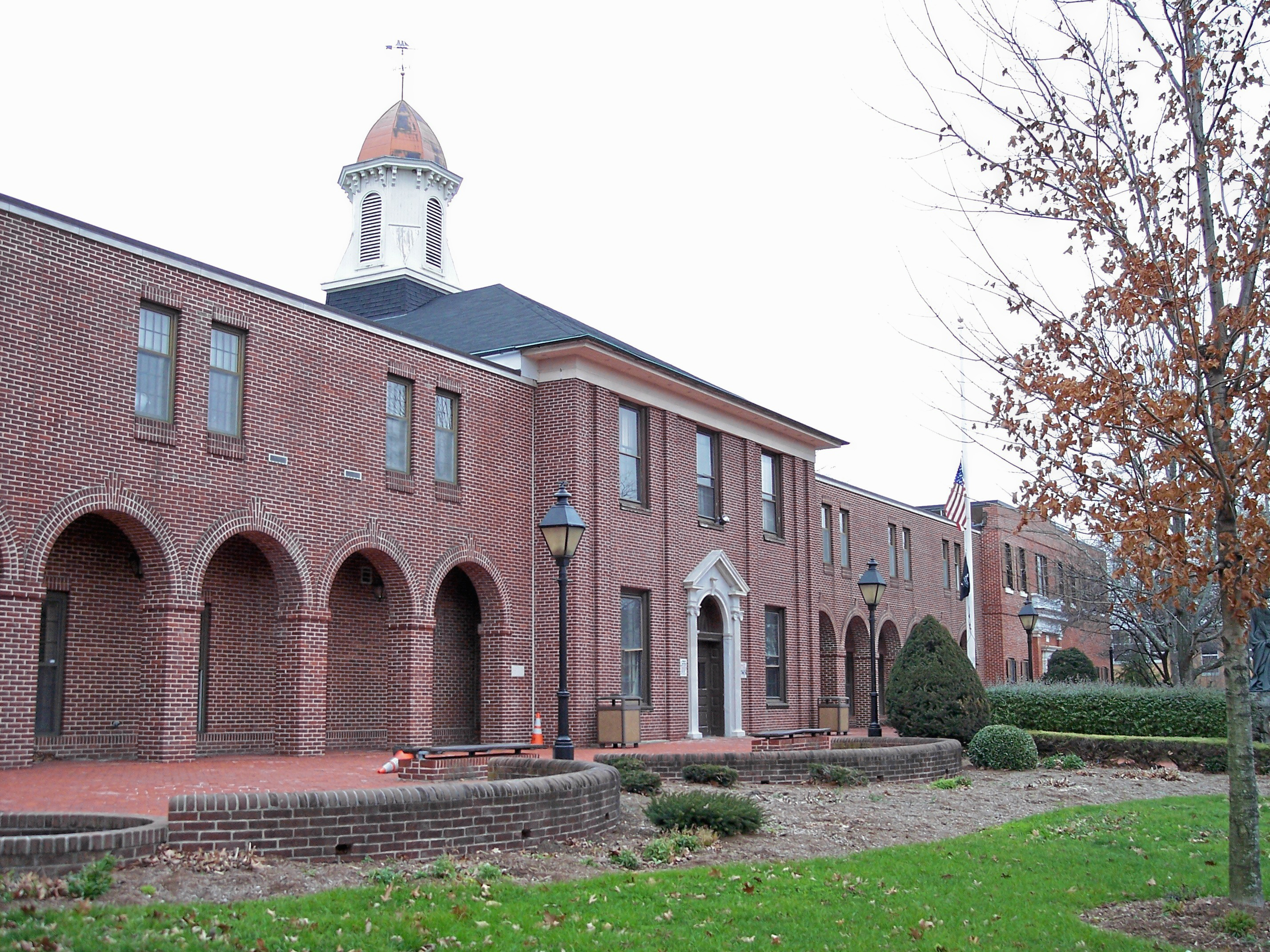
メイズランディングにあるアトランティック郡庁舎、2006年撮影

1974年、アトランティック郡の住民投票で、郡政府の形態をそれまでの選択的郡憲章法によるものから、郡執行官形式に変更した。この新形態により、住民の党派選挙で1人の執行官と9人の委員で構成される立法府である郡政委員会を選出する（ニュージャージー州では "Board of Chosen Freeholders" と呼ばれる）。委員の任期は3年間である。毎年3人が改選される。委員のうち5人は小選挙区から選ばれ、残り4人は郡全体を選挙区に選ばれる。
アメリカ合衆国下院議員の選挙では全郡がニュージャージー州第2選挙区に入っている。2013年時点では共和党議員を選出している。
州や国政選挙では、民主党を支持する傾向にあり、ジャージー海岸の他の3郡が共和党を強く支持する傾向があることと対照的である。2004年アメリカ合衆国大統領選挙では、民主党のジョン・ケリーが共和党のジョージ・W・ブッシュに5.9%の差を付けて郡を制した。ケリーは州全体でも6.7%差で勝利した。2008年では、民主党のバラク・オバマが共和党のジョン・マケインに対して15%差で制し、州全体でも15.5%差で勝利した。1992年以降の大統領選挙では全て民主党候補を支持してきたが、2009年のニュージャージー州知事選挙では、共和党のクリス・クリスティに48%の支持を与え、民主党のジョン・コーザインは45%に終わった。

## 都市と町

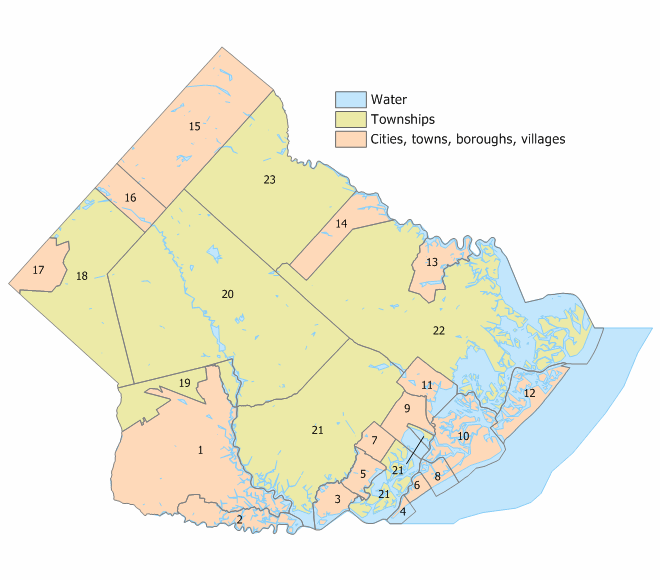
アトランティック郡の自治体

アトランティック郡には下記の自治体がある。国勢調査指定地域（CDP)と未編入の町はその所属するタウンシップの下に挙げる。名称の後の数字は右図の番号である。
- アボセコン市、11
- アトランティックシティ市、10
- ブリガンティン市、12
- ブエナビスタ・タウンシップ、17
  - コリングスレイクス
  - リッチランド
- ブエナ・ボロ、18
- コービンシティ市、2
- エッグハーバーシティ市、14
- エッグハーバー・タウンシップ、21
- エステルマナー市、1
- フォルサム・ボロ、16
- ギャロウェイ・タウンシップ、22
  - ポモナ
- ハミルトン・タウンシップ、20
  - メイズランディング（CDP) - 郡庁所在地
- ハモントン町、15
- リンウッド市、5
- ロングポート・ボロ、4
- マーゲイトシティ市、6
- マリカ・タウンシップ、23
  - エルウッド
- ノースフィールド市、7
- プレザントビル市、9
- ポートレパブリック市、13
- サマーズポイント市、3
- ベントナーシティ市、8
- ウェイマス・タウンシップ、19

## 教育
郡内には下記の高等教育機関がある。
- アトランティック・ケープ・コミュニティカレッジ、メイズランディング、アトランティック郡とケープメイ郡双方から学生を受け入れている
- ニュージャージー・カレッジ・リチャード・ストックトン校、ポモナ
- ニュージャージー州立大学ラトガース校、アトランティック・ケープ・コミュニティカレッジ内[15]

## ワイン醸造所
- バリック・ワイナリー
- ベルビュー・ワイナリー
- ディマテオ・ビニヤーズ
- プラジドズ・ワイナリー
- ルノー・ワイナリー
- シルビン農園・ワイナリー
- トマセロ・ワイナリー